# قائمة اللاعبين الدوليين الجزائريين في كرة القدم
قائمة للاعبين الجزائريين الذين يلعبون في نوادي خارج الجزائر سواء عربية او اجنبيه.
حراس مرمى :
- رايس مبولحي (نادي الاتفاق)
- عز الدين دوخة (نادي الرائد)
- مصطفى زغبة (نادي ضمك)
- ألكسندر أوكيدجا (نادي ميتز )

دفاع:
- يوسف عطال (نادي نيس)
- عيسى ماندي (نادي ليل)
- رامي بن سبعيني (بوروسيا دورتموند)
- مهدي تاهرات (نادي أبها)
- جمال بن العمري (نادي قطر)
- عبد القادر بدران (الترجي الرياضي التونسي)
- حسين بن عيادة (النجم الرياضي الساحلي)
- إلياس شتي (الترجي الرياضي التونسي)
- محمد أمين توقاي (الترجي الرياضي التونسي)
- رضا حلايمية (بيرتشوت)

وسط الميدان:
- آدم زرقان (نادي رويال شارلروا)
- حارس بلقبلة (نادي بريست)
- إسماعيل بن ناصر (مارسيليا)
- رامز زروقي (فينورد)
- انيس حاج موسى(فينورد)
- إبراهيم مازا(هيرتا برلين )
- سفيان بن دبكة (نادي الفتح)
- سفيان فيغولي (غلطة سراي)

## الهجوم:
- آدم وناس (نادي نابولي)
- بغداد بونجاح (نادي السد)
- امين غويري(مارسيليا)
- فريد بولاية (نادي ميتز)
- إسلام سليماني (أولمبيك ليون)
- محمد الآمين عمورة (نادي فولفسبورغ)
- رياض محرز (الاهلي)
- سعيد بن رحمة (وست هام يونايتد)
- يوسف بلايلي (نادي الترجي التونسي) .